# La Rue-Saint-Pierre (Oise)
La Rue-Saint-Pierre település Franciaországban, Oise megyében. Lakosainak száma 860 fő (2022. január 1.). La Rue-Saint-Pierre Rémérangles, Bresles, Litz és La Neuville-en-Hez községekkel határos.

## Népesség
A település népességének változása:
| Lakosok száma | 797  | 799  | 815  | 809  | 819  | 829  | 834  | 846  | 860  |
|               | 2013 | 2015 | 2016 | 2017 | 2018 | 2019 | 2020 | 2021 | 2022 |